# Khairulhin Khalid
Khairulhin Khalid (* 18. Juli 1991 in Singapur), mit vollständigen Namen Muhammad Khairulhin bin Mohd Khalid, ist ein singapurischer Fußballspieler.

## Karriere
Khairulhin Khalid stand 2011 bei den Young Lions in Singapur unter Vertrag. Die Young Lions sind eine U23-Mannschaft, die 2002 gegründet wurde. In der Elf spielen U23-Nationalspieler und auch Perspektivspieler. Ihnen soll die Möglichkeit gegeben werden, Spielpraxis in der ersten Liga, der S. League, zu sammeln. 2012 wechselte er zu den Singapore LionsXII. Die LionsXII waren ein Verein, der von 2012 bis 2015 in der höchsten Liga von Malaysia, der Malaysia Super League, spielte. 2015 gewann der Torwart mit den LionsXII den Malaysia FA Cup. Im Endspiel besiegte man Kelantan FA mit 3:1. 2016 unterschrieb er in seinem Heimatland einen Vertrag bei Hougang United. Der Verein spielte in der ersten Liga, der S. League. Für Hougang absolvierte er 64 Erstligaspiele.
Seit dem 1. Januar 2021 ist Khairulhin Khalid vertrags- und vereinslos.

## Erfolge
Singapore LionsXII
- Malaysia FA Cup: 2015